# Laurence Golborne
Laurence Nelson Golborne Riveros (nascido em 11 de julho de 1961) é um engenheiro e empresário chileno. Foi ministro das Obras Públicas até 7 de novembro de 2012, quando anunciou sua decisão de concorrer à presidência da República. Antes, ele foi vice-ministro de Minas e da Energia durante o governo Sebastián Piñera. Retirou-se da campanha presidencial em 29 de abril de 2013, devido a escândalos de corrupção.

## Carreira política
Golborne foi nomeado ministro de Minas em 11 de março de 2010 pelo presidente Sebastián Piñera. Como ministro, ele supervisionou as operações de resgate do acidente na mina San José em 2010. Sua gestão com a operação de resgate resultou em ele se tornar o político mais popular do Chile.
Em 14 de janeiro de 2011, Golborne foi designado ministro da Energia pelo Piñera, sendo empossado dois dias depois, em 16 de janeiro.[carece de fontes?]
Em julho de 2011, foi nomeado ministro das Obras Públicas. Em 7 de novembro de 2012, ele anunciou sua candidatura à presidência da República, cuja eleição ocorreu em 2013. Devido a escândalo de corrupção, retirou-se da campanha presidencial em 29 de abril de 2013.
Em julho de 2016, Golborne foi acusado pelo promotor do governo da República por fraude fiscal.

## Representações na Arte
- No filme Os 33, de 2015, Golborne foi interpretado por Rodrigo Santoro.